# 믹서 (기기)
믹서(영어: mixer)는 음식을 휘젓는 도구이다. 세워 두고 쓰는 것을 스탠드 믹서(영어: stand mixer)로, 손으로 들고 쓰는 것을 핸드 믹서(영어: hand mixer)로 부르기도 하며, 용도에 따라 전동 거품기(電動--機), 반죽기(--機), 혼합기(混合機) 등으로 부르기도 한다.

## 같이 보기
- 거품기